# La Maxe
La Maxe [la maks] est une commune française située dans le département de la Moselle, en région Grand Est.

## Géographie
1. Carte dynamique
2. Carte Openstreetmap
3. Carte topographique
4. Carte avec les communes environnantes

La Maxe est située au nord de Metz, cernée par la Moselle à l'est et par l'autoroute A31 à l'ouest.

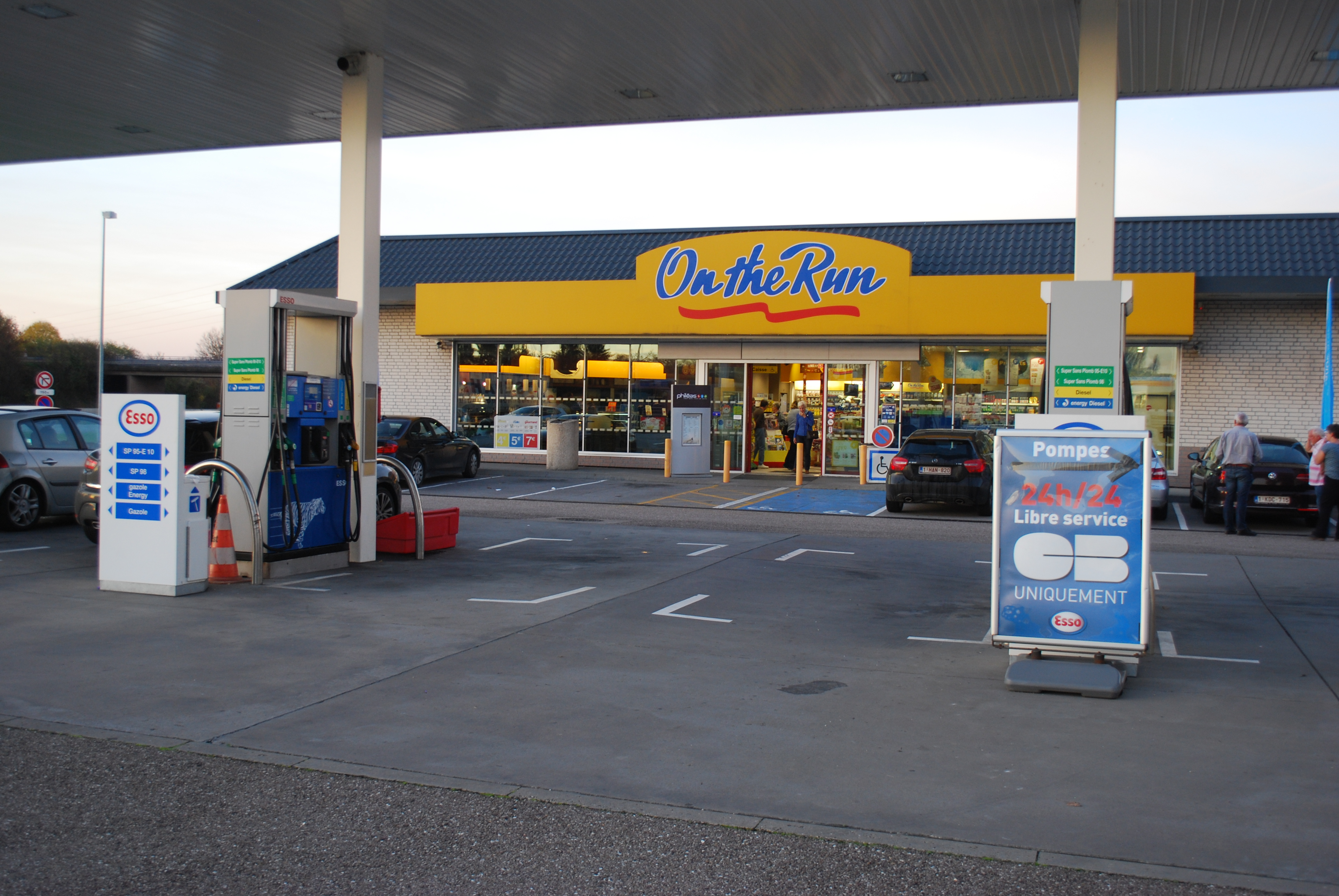
Aire de service sur l'A31 à La Maxe.
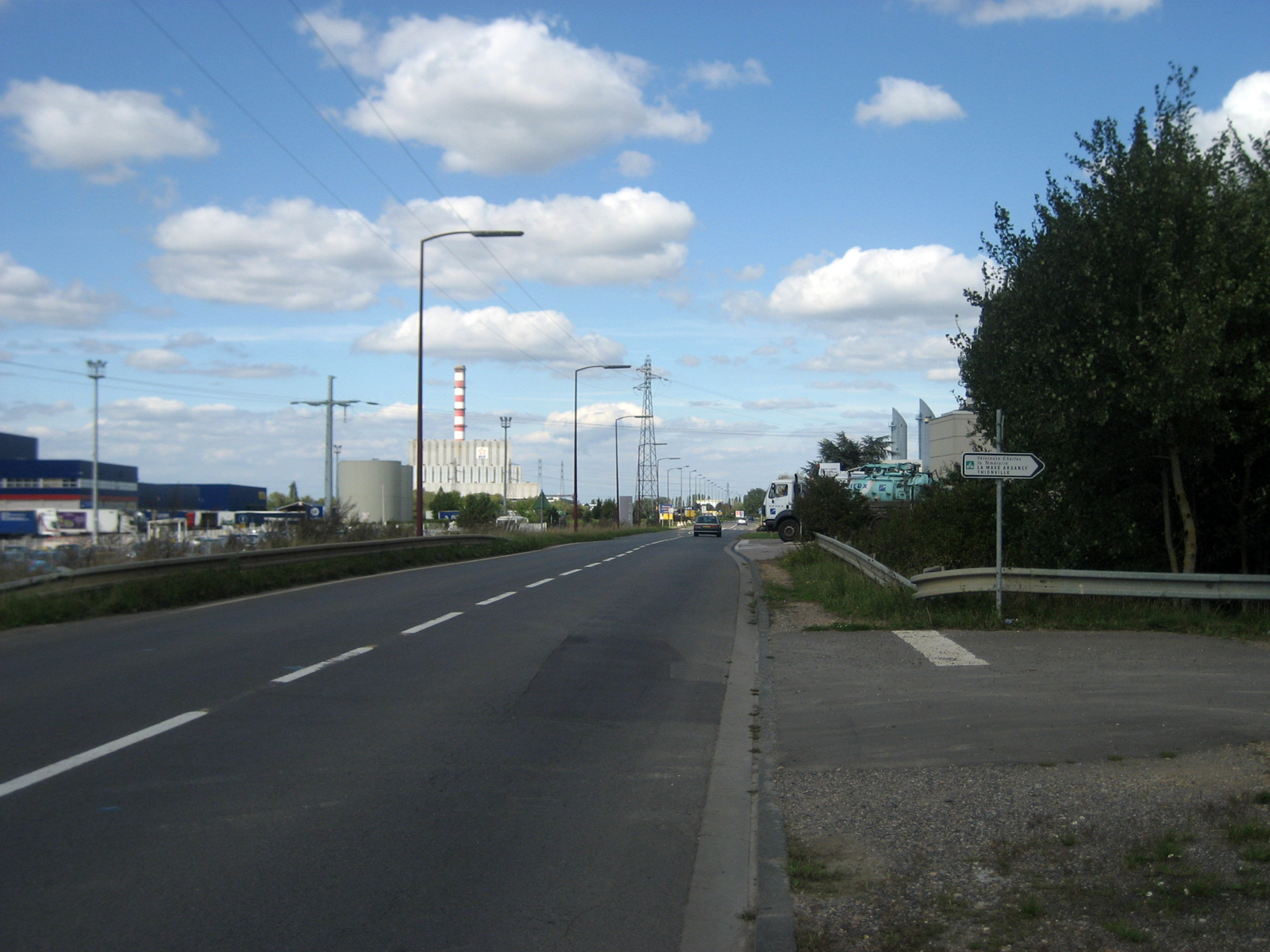
Route entre La Maxe et Metz, avec la centrale thermique EDF au fond.

### Transports
La Maxe est desservie par le réseau urbain LE MET'.
- P 111  : depuis Metz
- P 111  : depuis et vers Woippy à l'arrêt Deux Fontaines (☎) M A  et C 16
- S 273  : service scolaire en direction de Metz via Fort Moselle et Roi George

### Hydrographie
La commune est située dans le bassin versant du Rhin au sein du bassin Rhin-Meuse. Elle est drainée par la Moselle, la Moselle canalisée et le ruisseau de Saulny.
Le ruisseau de Saulny, d'une longueur totale de 11 km, prend sa source dans la commune de Saulny et se jette dans la Moselle en limite de Metz et de La Maxe, face à Saint-Julien-lès-Metz, après avoir traversé six communes.

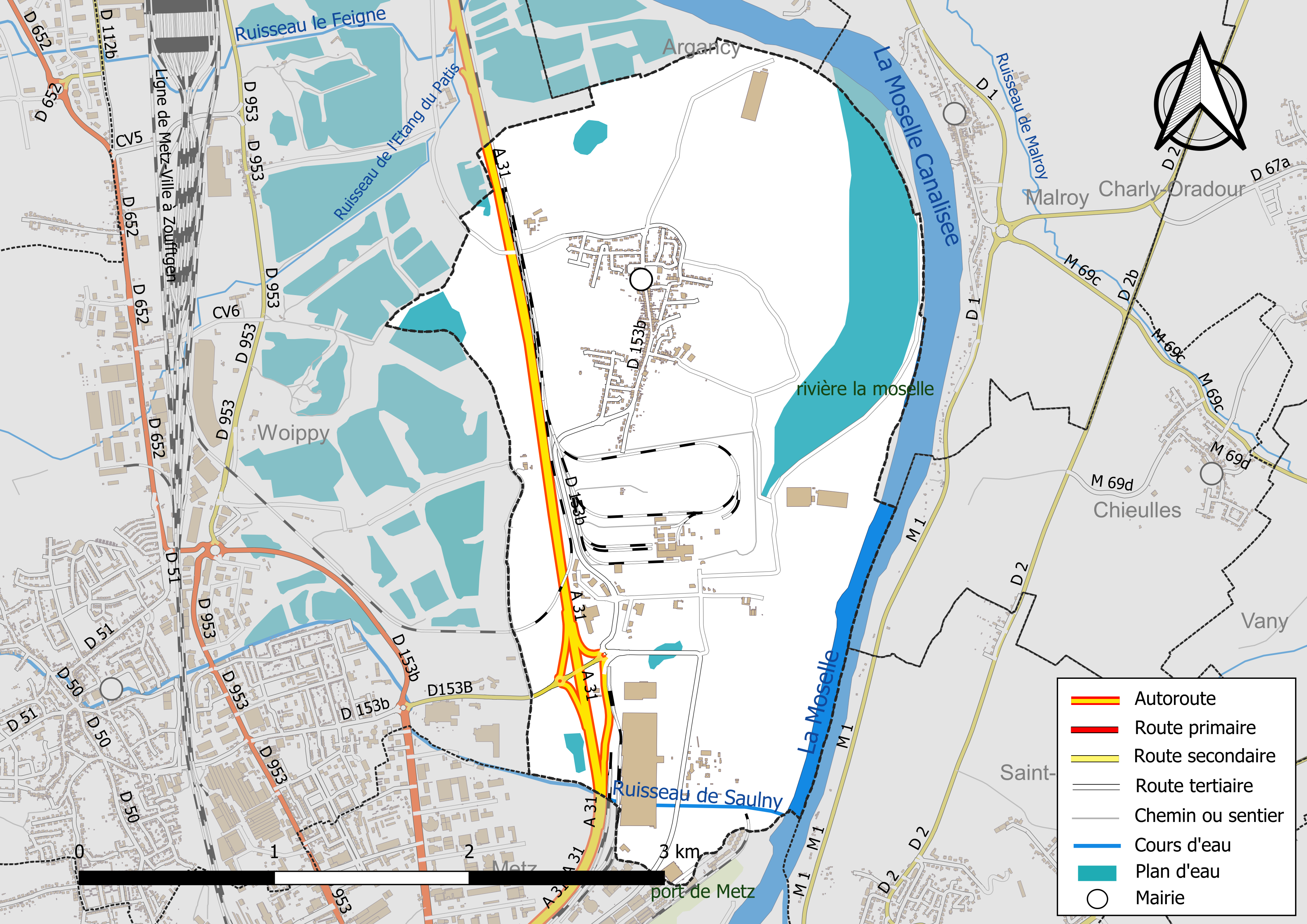
Réseaux hydrographique et routier de la Maxe.

### Climat
Pour des articles plus généraux, voir Climat du Grand Est et Climat de la Moselle.
En 2010, le climat de la commune est de type climat des marges montargnardes, selon une étude du Centre national de la recherche scientifique s'appuyant sur une série de données couvrant la période 1971-2000. En 2020, Météo-France publie une typologie des climats de la France métropolitaine dans laquelle la commune est exposée à un climat semi-continental et est dans la région climatique  Lorraine, plateau de Langres, Morvan, caractérisée par un hiver rude (1,5 °C), des vents modérés et des brouillards fréquents en automne et hiver. 
Pour la période 1971-2000, la température annuelle moyenne est de 9,8 °C, avec une amplitude thermique annuelle de 16,7 °C. Le cumul annuel moyen de précipitations est de 751 mm, avec 11,6 jours de précipitations en janvier et 9,3 jours en juillet. Pour la période 1991-2020, la température moyenne annuelle observée sur la station météorologique de Météo-France la plus proche, « Malancourt », sur la commune d'Amnéville à 11 km à vol d'oiseau, est de 10,2 °C et le cumul annuel moyen de précipitations est de 884,1 mm. 
La température maximale relevée sur cette station est de 39,3 °C, atteinte le 25 juillet 2019 ; la température minimale est de −17,9 °C, atteinte le 5 janvier 1985,,. 
Les paramètres climatiques de la commune ont été estimés pour le milieu du siècle (2041-2070) selon différents scénarios d'émission de gaz à effet de serre à partir des nouvelles projections climatiques de référence DRIAS-2020. Ils sont consultables sur un site dédié publié par Météo-France en novembre 2022.

## Urbanisme

### Typologie
Au 1er janvier 2024, La Maxe est catégorisée commune rurale à habitat dispersé, selon la nouvelle grille communale de densité à sept niveaux définie par l'Insee en 2022.
Elle appartient à l'unité urbaine de Metz, une agglomération intra-départementale regroupant 42  communes, dont elle est une commune de la banlieue,,. Par ailleurs la commune fait partie de l'aire d'attraction de Metz, dont elle est une commune de la couronne,. Cette aire, qui regroupe 245 communes, est catégorisée dans les aires de 200 000 à moins de 700 000 habitants,.

### Occupation des sols
L'occupation des sols de la commune, telle qu'elle ressort de la base de données européenne d’occupation biophysique des sols Corine Land Cover (CLC), est marquée par l'importance des territoires agricoles (61,8 % en 2018), en diminution par rapport à 1990 (67,5 %). La répartition détaillée en 2018 est la suivante : 
terres arables (58,5 %), zones industrielles ou commerciales et réseaux de communication (17,7 %), eaux continentales (11,9 %), zones urbanisées (5,3 %), prairies (3,3 %), milieux à végétation arbustive et/ou herbacée (3,3 %). L'évolution de l’occupation des sols de la commune et de ses infrastructures peut être observée sur les différentes représentations cartographiques du territoire : la carte de Cassini (XVIIIe siècle), la carte d'état-major (1820-1866) et les cartes ou photos aériennes de l'IGN pour la période actuelle (1950 à aujourd'hui).

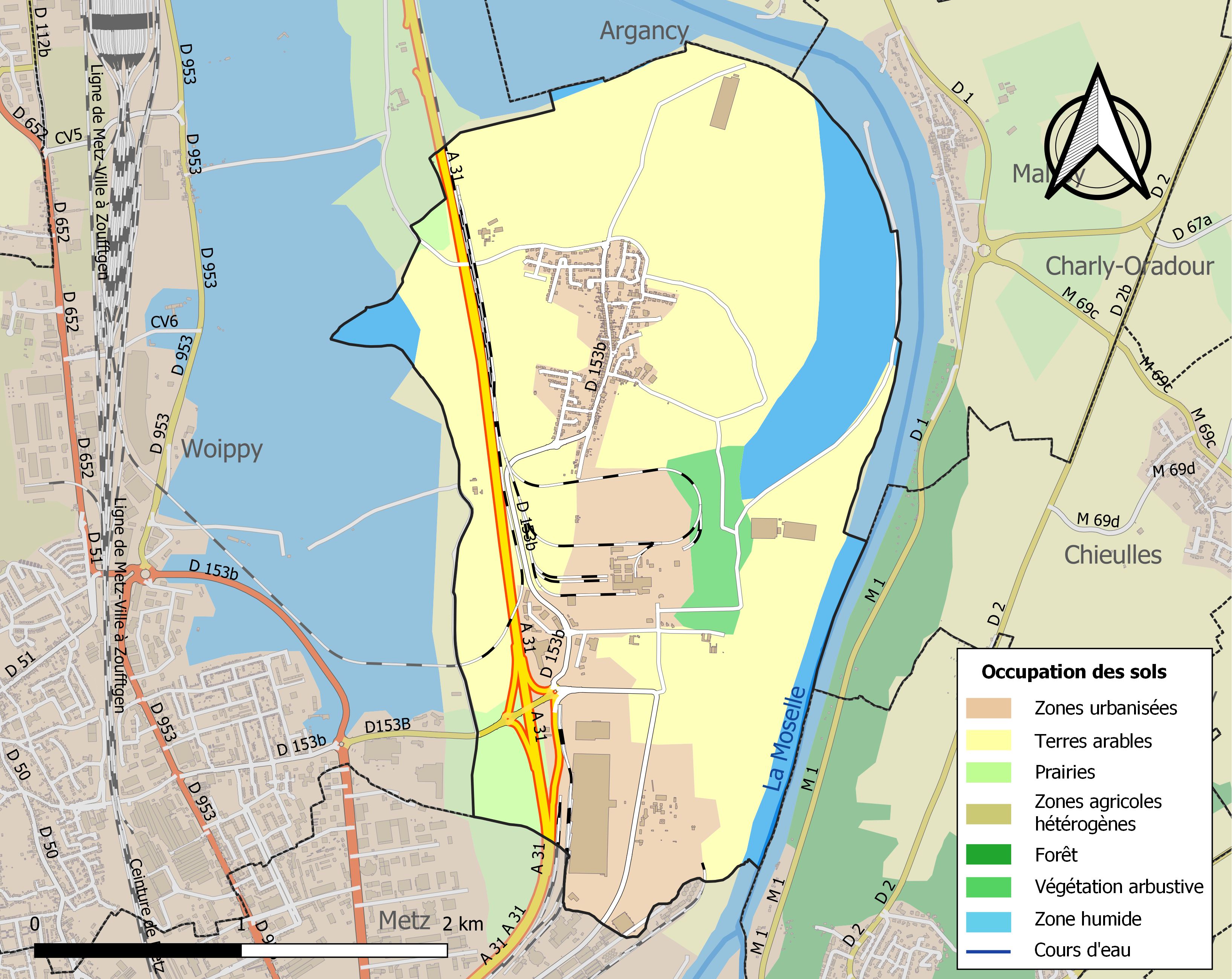
Carte des infrastructures et de l'occupation des sols de la commune en 2018 (CLC).

## Toponymie
La Maxe proviendrait de Marax, du latin Maresium en 1325, qui signifie marécage.
- 1915-1918 et 1940-1944 : Masch.

## Histoire
La ferme fortifiée de Franclonchamps est à l’origine du village.
Ancien hameau du Pays messin, divisé en la Grande Maxe et la Petite Maxe, le territoire était la possession de l’abbaye Saint-Vincent de Metz.
En 1817, le hameau est sur le territoire de Thury, lui-même rattaché à Woippy depuis 1810 : il comprend les fermes de la Grange-d’Anvie, Grange-aux-Dames (ruines) et Franclonchamps.
La commune de La Maxe, séparée de Woippy, est créée en 1867. Elle réunit sur 755 ha les fermes châteaux de La Grange-aux-Dames, la Grange-d’Envie, Thury, la Grande Maxe et la Petite Maxe.

### Guerre de 1870
Le 27 septembre 1870, trois escadrons de chasseurs d’Afrique et quelques compagnies d’infanterie se sont dirigés vers la ferme de la Maxe, occupée par une forte colonne prussienne d'environ 2 000 hommes qui furent repoussés à l’arme blanche.
Le 7 octobre 1870 se déroula la Bataille de Bellevue près de La Maxe. 
Comme les autres communes de Moselle, La Maxe est annexée à l’Empire allemand de 1871 à 1918 et de 1940 à 1944. Le 1er avril 1941, la commune de La Maxe, rebaptisée "Masch", intègre le district urbain de Metz (Stadtkreis Metz).

## Politique et administration
| Période                                  | Période   | Identité                | Étiquette | Qualité |
| ---------------------------------------- | --------- | ----------------------- | --------- | ------- |
| Les données manquantes sont à compléter. |           |                         |           |         |
| 1867                                     | 1873      | Charles-François Hurlin |           |         |
| 1873                                     | 1896      | Dominique Petit         |           |         |
| 1896                                     | 1903      | Auguste Poinsignon      |           |         |
| 1903                                     | 1908      | Émile Féry              |           |         |
| 1908                                     | 1925      | Justin Wathier          |           |         |
| 1925                                     | 1929      | Michel Joppin           |           |         |
| 1929                                     | 1947      | Félix Duval             |           |         |
| 1947                                     | 1983      | Joseph Joppin           |           |         |
| mars 1983                                | mars 2008 | Norbert Lambin          |           |         |
| mars 2008                                | En cours  | Bertrand Duval          |           |         |

## Démographie
L'évolution du nombre d'habitants est connue à travers les recensements de la population effectués dans la commune depuis 1871. Pour les communes de moins de 10 000 habitants, une enquête de recensement portant sur toute la population est réalisée tous les cinq ans, les populations de référence des années intermédiaires étant quant à elles estimées par interpolation ou extrapolation. Pour la commune, le premier recensement exhaustif entrant dans le cadre du nouveau dispositif a été réalisé en 2004.

En 2022, la commune comptait 1 058 habitants, en évolution de +20,09 % par rapport à 2016 (Moselle : +0,52 %, France hors Mayotte : +2,11 %).
| 1871 | 1875 | 1880 | 1885 | 1890 | 1895 | 1900 | 1905 | 1910 |
| ---- | ---- | ---- | ---- | ---- | ---- | ---- | ---- | ---- |
| 321  | 359  | 381  | 374  | 357  | 332  | 344  | 366  | 363  |

| 1921 | 1926 | 1931 | 1936 | 1946 | 1954 | 1962 | 1968 | 1975 |
| ---- | ---- | ---- | ---- | ---- | ---- | ---- | ---- | ---- |
| 355  | 380  | 389  | 374  | 351  | 419  | 459  | 505  | 650  |

| 1982 | 1990 | 1999 | 2004 | 2006 | 2009 | 2014 | 2019  | 2022  |
| ---- | ---- | ---- | ---- | ---- | ---- | ---- | ----- | ----- |
| 691  | 735  | 823  | 839  | 828  | 855  | 869  | 1 011 | 1 058 |

## Économie

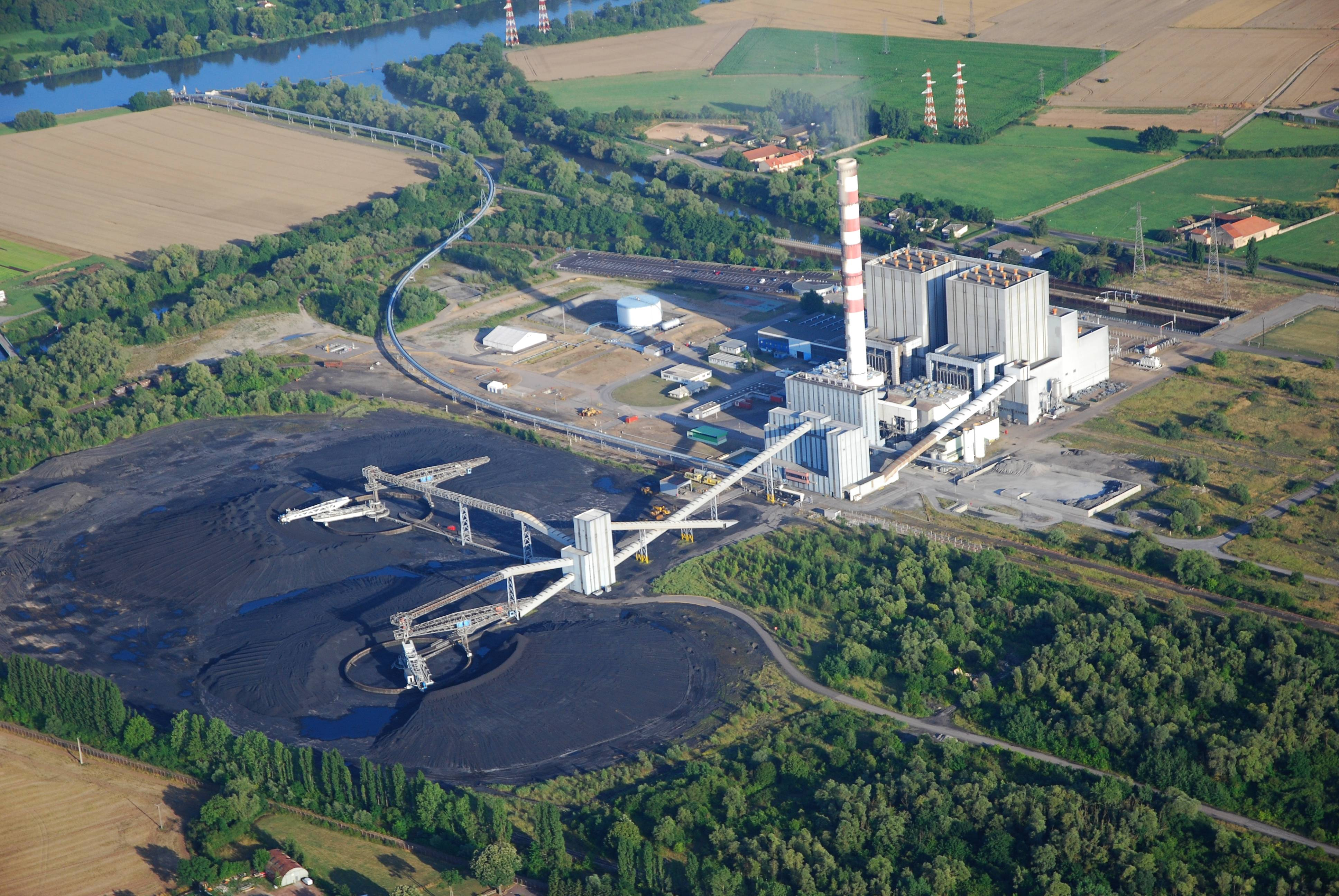
Centrale thermique EDF de La Maxe.

- Centrale thermique EDF, en service depuis 1971, arrêtée en 2015, en cours de fermeture[21],[22]
- ZA de La Maxe
- Nouveau port de Metz
- Magasin et base logistique Ikea[23] (depuis le 7 octobre 2000)

## Culture locale et patrimoine

### Lieux et monuments

#### Édifices civils
- Vestiges gallo-romains.
- Site archéologique de « La Grange d’Anvie », découvert par prospection aérienne en 1991, inscrit au titre des monuments historiques par arrêté du 19 mai 1998[24].
- Le groupe scolaire rue des Écoles, remplace deux écoles : la maternelle anciennement rue de l'Église face aux ateliers municipaux, et le cours primaire, situé au rez-de-chaussée de l'actuelle mairie (qui occupait alors l'étage supérieur).

#### Édifices religieux
- Église Saint-Baudier, style néogothique, 1866 ; Vierge à l'Enfant allaitant en calcaire du XVe siècle[25] ; cénotaphe de l'abbé Nicolas, curé de la Maxe, fusillé en 1798.
- Grange-aux-Dames, Xe siècle, aujourd'hui en ruines, occupée par les prémontrés puis par des religieuses.
- Thury, monastère Sainte-Croix du VIIIe siècle, détruit par le duc de Guise en 1552.

### Personnalités liées à la commune
- Père Alphonse Duval (né Eugène-Marie Duval), franciscain à partir de 1919/1923, ordonné prêtre en 1925, né à la Maxe le 3 février 1897 et mort à Metz le 21 novembre 1970[26].

### Héraldique
| Blason de La Maxe | Blason  | Parti: au 1er mi-parti de gueules à la fleur de lis d'argent florencée de deux palmes de sinople, au 2e d'or à la bande de sable chargée de trois tours d'argent ouvertes de sable posées dans le sens de la bande. |
| Blason de La Maxe | Détails | Le statut officiel du blason reste à déterminer. |

## Pour approfondir